# Without Memory
Without Memory — однопользовательская видеоигра в жанре психологического интерактивного триллера с видом от третьего лица, разрабатываемая российской студией Dino Games для игровой приставки PlayStation 4. В настоящее время проект заморожен из-за отсутствия подходящего издателя.

## Об игре
Основной из ключевых особенностей игры станет нелинейное повествование, предполагающее наличие нескольких концовок. Достигаться такое разнообразие будет за счёт введения в сюжет трёх играбельных персонажей, каждый из которых сможет погибнуть или остаться в живых в зависимости от принимаемых игроком решений. В качестве идейного вдохновителя разработчики называют французскую студию Quantic Dream и их третий по счёту проект — Heavy Rain.
Для создания анимаций персонажей используется получившая широкую популярность технология Motion Capture. Непосредственно сами сессии по захвату движений проходили в одной из московских студий с использованием специального шлема. Для захвата движений использовалось 50 камер марки Vicon.

## Сюжет
Основная концепция игры базируется на идее существования трёх параллельных миров. Действия игрока в одной вселенной влияют на события в двух других.
История начинается во вселенной антиутопии, а её главный герой, Лео Эванс, служит в полиции и является типичным представителем общества потребления. Вернувшись однажды с работы домой, он застаёт в своей квартире правительственный отряд миротворцев, который забирает его жену в высокотехнологичную тюрьму Аниматориум за содействие террористической организации «Инсайдеры». Не сумев оказать сопротивления и лишившись супруги, через какое-то время Лео меняет мировоззрение и присоединяется к инсайдерам, чтобы бороться против существующего порядка. Вскоре он понимает, что корнями проблема уходит далеко за пределы его родного мира…

## Персонажи
Лео Эванс — главный герой игры. Изначально является типичным представителем общества потребления, но впоследствии становится членом антиправительственной организации «Инсайдеры». Роль Лео исполнил российский актёр театра и кино Роман Курцын.
Эмили Эванс — жена главного героя и член антиправительственной организации «Инсайдеры». Роль Эмили исполнила российская актриса Татьяна Космачёва.

## Геймплей
Игровой процесс Without Memory будет разделён на три составляющие.
Исследование игрового мира (текущего уровня). Игрок сможет взаимодействовать со многими персонажами и предметами, а также слушать мысли главного героя в любой ситуации.
Интерактивные ролики. Включают в себя вариативные диалоги с другими персонажами или же динамичные сцены с элементами Quick Time Events (QTE). В диалогах и QTE будет задействована сенсорная панель контроллера DualShock 4 — с её помощью игрок будет выбирать желаемые варианты ответа или совершать определённые действия.
Головоломки. Включают в себя решение игроком различных логических задач.